# 고미야마 사토루
고미야마 사토루(일본어: 小宮山 悟, 1965년 9월 15일 ~ )는 일본의 전 프로 야구 선수이자 야구 해설가·평론가이다.
현역 시절 제구력이 매우 높을 정도의 던지는 정밀 기계(投げる精密機械)와 미스터 컨트롤(ミスターコントロール)이라는 애칭이 유명하다.

## 인물

### 프로 입단 전
가시와 제4중학교와 시바우라 공업대학 부속 가시와 고등학교를 거쳐 1년 재수 끝에 와세다 대학 교육학부에 입학, 야구부에 입단했다. 2학년 가을부터 팀의 에이스 자리를 차지하면서 통산 52경기에 등판해 20승 10패, 평균자책점 1.85, 165탈삼진을 기록했다.
게이오기주쿠 대학의 타자인 오모리 다케시와의 대결은 소케이센(와세다 대학과 게이오기주쿠 대학 간의 친선 경기)에서의 꽃이라고 불릴 정도였는데 당시 오모리는 3학년 때 춘계 리그에서 최고 타율을 경신했고, 가을에는 두 시즌 연속의 유력한 수위타자로 기대되고 있었지만 모두 고미야마에 의해 저지되기도 했다. 그러나 가을에 열린 소케이센에서는 팀의 승리를 우선으로 오모리를 고의사구로 내보내는 등 게이오 대학측 관중석에서 야유가 쏟아지자 마운드에서 끝내 눈물을 흘렀다는 일화도 있었다. 4학년 때는 주장을 맡았고 1989년 프로 야구 드래프트 회의에서는 1순위로 롯데 오리온스에 입단했다.

### 롯데 오리온스·지바 롯데 마린스 시절
이듬해 1990년에는 시즌 6승(5선발)을 기록했고 2년 뒤인 1992년에는 연고지인 가나가와현에서 지바현으로 이전 후 지바 롯데 마린스 구단 최초의 개막전 투수가 되면서 시즌 8선발승을 올렸고 그 후 3년 연속으로 개막전 투수를 맡았다. 1993년에는 개막전에서의 완투 승리한 것을 시작으로 개막 이후부터 자신이 등판할 시에 6경기 연속 완투승이라는 프로 야구 사상 최초의 기록을 경신했다.
1997년은 4년 만에 개막전 투수를 맡으면서 개막 이후부터 6연승을 기록하여 2.49의 시즌 평균자책점을 기록하는 등 최고 평균자책점 타이틀을 차지했고 다음해인 1998년에도 개막전 투수를 맡았다.

### 요코하마 베이스타스 시절
1999년, FA권을 행사하겠다는 의향을 구단에게 전했는데 동일 리그에 이적하지 않는다는 것을 조건으로 구단에서는 FA보상이 걸리지 않는 자유 계약이 제안되기도 했다(실질 전력외 통고였다고 말해지면서 일방적으로 자유 계약을 했다는 의견도 있다). 우여곡절도 있어 여러 가지 억측을 불러 일으켰지만 메이저 리그 이적을 시야로 넣어 센트럴 리그 팀인 요코하마 베이스타스로 이적했다. 2001년에 본인으로서는 7번째의 개막전 투수를 맡았고 팀내 최다인 12승을 기록했다.

### 뉴욕 메츠 시절
2002년, 토니 아타네시오를 대리인으로 내세워 FA권을 행사해 메이저 리그 팀인 뉴욕 메츠로 이적했다. ‘일본의 매덕스’라는 현지 언론에서 평가를 받아 메이저 리그에서의 첫 등판 때도 9개의 공으로 3자 범퇴로 처리했지만 메이저 리그 타자들에게 압도당하면서 부진하는 때가 많아지는 등 결국 메이저 리그에서 단 1승도 거두지 못한 채 방출당했다. 이듬해 2003년에는 메이저 리그 구단으로부터 어떠한 요청도 없었고 일본 국내 구단에서도 요코하마 외에는 같은 해 11월 30일까지의 획득에는 FA보상이 필요하기 때문에 복귀할 수 없었다. 그 해에 ‘현역 투수’라는 직함으로 야구 해설가를 맡는 것과 동시에 트레이닝을 계속했다.

### 지바 롯데로 복귀
2004년에 친정팀인 지바 롯데로 복귀, 이듬해 2005년은 스스로 패전 처리를 자청해 등판했고 팀의 31년 만이 되는 리그 우승(시즌 승률은 2위, 플레이오프에서는 승리)과 일본 시리즈 우승에 기여했다. 2005년 이후에는 팀이 대량 리드되고 있는 상황에서 9회까지 계속 투구하는 일이 대부분이었다. 이것은 바비 밸런타인 감독의 “장래성이 있는 젊은 투수에게 패전 처리를 시켜도 의미가 없다”라는 지론이 반영된 것이었다. 이러한 기용 방식에 대해 자신의 자존심으로부터 의견을 내세우는 베테랑 투수가 있는 가운데도 고미야마는 자신의 역할을 담담하게 맡고 있었다. 패전 처리 뿐만이 아니라 연장전 등 긴박한 상황에서 등판하는 일도 많았다. 이것도 “젊은 투수가 끝내기 패배로 큰 쇼크를 받게 되는 것은 좋은 일이 아니다”라는 감독의 지론에 의한 것이었다.
2007년 4월 21일 도호쿠 라쿠텐 골든이글스전에는 5회 도중부터 구원 투수로 등판해 3년 만이 되는 승리를 기록했다. 계속되는 24일의 홋카이도 닛폰햄 파이터스전(22일은 우천으로 중지, 23일은 경기 없음)에서는 7회 2사 만루, 동점인 상황에서 등판해 3개의 공으로 아웃을 처리했다. 8회에는 지바 롯데가 역전하면서 3개 밖에 던진 공으로 2경기 연속 승리 투수가 되었고 40대의 투수가 2경기 연속으로 팀의 승리 투수가 된 것은 59년 만의 두 번째라는 진기록이었다. 2007년에는 개인 최다인 41경기에 등판, 같은 해 요시이 마사토가 현역에 은퇴하면서 퍼시픽 리그의 최고령 투수가 되었다.
2009년에는 주니치 드래건스의 야마모토 마사의 최고령 세이브 기록의 경신을(반은 농담이면서) 목표로 내걸었다. 그러나 서서히 1승을 올렸지만 평균자책점이 10점대에 머물 정도로 침체에 빠지는 등 5월에 2군으로 내려갔다. 9월 20일, 2009년 시즌 마지막으로 은퇴를 선언해 구단 측은 코치직 자리를 준비해 만류했지만 “외부에서 야구계에 공헌하고 싶다”라고 고사해 탈퇴를 결정했다. 10월 6일에는 지바 마린 스타디움에서의 최종전인 라쿠텐전에 5대 2로 맞이한 9회초 2사 주자 2루 상황에서 등판해 대타 페르난도 세기뇰을 우익수 플라이로 잡아 경기를 마무리 지었다. 2005년 이후 4년 만에 사상 최고령 기록(44세 21일)이 되는 세이브를 추가하면서 단 1개의 공으로 달성하면서(퍼시픽 리그 사상 24번째, 26번째) 현역 생활을 매듭짓게 되었다. 경기 직후에는 비가 내리고 있는 가운데 밸런타인의 감독 퇴임식에 앞선 은퇴식을 가졌으며 이에 앞서 밸런타인 감독 후임설(2차)이 있기도 했다.

### 그 후
2010년부터 TV 도쿄의 야구 해설위원과 닛칸 스포츠의 야구 평론가로 발탁되었고, 2006년에는 와세다 대학 대학원 스포츠 과학 연구과에 입학, 투구 폼에 관한 바이오메카닉스를 전공, 2008년에 ‘야구 경기에 있어서의 게임 분석 결과의 시합에의 활용 방법’이라는 제목의 논문으로 석사 학위를 받았다.

## 플레이 스타일
투수로서는 매우 다채로운 구종을 갖고 있는데 스트레이트는 140 km/h이하로 결코 빠르지는 않지만 ‘셰이크’를 시작으로 슬라이더, 커브, 스플리터, 체인지 업, 컷 패스트볼, 싱커, 슈트 등 거의 모든 구종을 잘 다룬다. “(너클 이외의 구종은)던지려고 하면 곧바로 던질 수 있었다”라고 셰이크를 개발했을 때의 새로운 변화구를 구사했다고 소개했다.
다양한 구종을 가지면서 제구력도 매우 뛰어나 양측이 서로 맞물릴 때는 상대 팀이 어떠한 강력 타선이어도 완급을 교묘하게 공략하는 선명한 투구 폼을 보였다. 제구가 가끔씩 혼란해지면서 힘으로 밀어붙이는 투구 폼이 되면 하위 타선에 밀리는 것도 적지 않았다. 이와 같이 풍부한 구종과 컨트롤로 타자를 잡는 투수라는 이미지가 강하지만 프로에 입문한 지 4~5년 정도는 거친 볼을 무기로 하고 있던 스타일로 구속도 140 km/h 반으로부터 후반까지 측정하고 있었다.

### 마구 ‘셰이크’
2005년에 마구같은 새로운 구종인 ‘셰이크’를 개발했다. 셰이크는 공을 집게 손가락과 중지 손가락 2개의 손가락으로 끼우면서 통상적인 투구 폼과는 분명하게 다른, 공을 밀어내는 것 같은 폼으로 던진다. 폼이 다른 것이나 흔들리는 것은 너클볼과 유사하지만 구속이 80 km/h정도까지 자제하고 있다. 당시 감독이었던 바비 밸런타인은 “아무도 그 공을 칠 수 없을 것이다. 뱀과 같이 셰이크 한다. 좌우 뿐만이 아니라 전후에도 움직이는 것 같다. 거절하려고 하면 타이밍이 다르므로 허리를 아프게 한다”라고 말해 너클볼과는 다르면서 독특한 변화가 있다고 말했다.
교류전에서는 후루타 아쓰야가 이 공으로 헛스윙을 했고 2006년에는 히다카 다케시와 상대해 4개 연속으로 셰이크를 던져 헛스윙 삼진으로 잡았다. 이 셰이크는 지바 마린 스타디움 특유의 바닷바람으로 흔들리고 있다는 평가가 있었지만 2005년의 2월 21일의 가고시마 스프링 캠프에서 셰이크를 하라이 가즈야가 사용하면서 포수 파울 플라이로 잡았다. 또, 같은 날에는 사토자키 도모야로부터도 헛스윙을 잡기도 했다.
그러나 던지면서 손상시키는 일도 자주 있어 2005년의 시즌 중에 손상된 셰이크가 한 가운데의 느린 공이 되어 세이부의 나카무라 다케야에게 홈런을 허용했다. 고미야마는 그 후 “흔들리지 않았으므로 저것은 셰이크가 아니다”라고 말했다.
이듬해 2006년에는 셰이크와 같은 폼으로부터 대략 110 km/h의 속구를 던지는 ‘페이크’를 개발하기도 했다. 이것은 느긋하면서도 독특한 투구 동작으로 타자에게는 셰이크를 던지는 것을 예감시키면서 다른 구종으로 던지는 투구법이다. 언론에서는 ‘페이크’라고 다루어지기 전에 이 투구법으로 세이부의 와다 가즈히로로부터 삼진을 잡아냈다. 2007년 시즌에는 투구 연습할 때 보여주는 것은 많이 있었지만 실전에서는 6월 14일에 한 번 사용했을 뿐이었다.
2008년 8월 27일의 닛폰햄전에서는 9회초 0대 1의 상황에서 이이야마 유지에게 흐름을 바꾸려고 2구 연속으로 사용했지만 느린 공이 되면서 2루타를 허용했다. 이이야마가 자신에게 느린 공을 던질 수 있었기 때문인지 2루타를 허용한 후 누상에서 분노의 표정을 보이기도 했다.

## 상세 정보

### 출신 학교
- 시바우라 공업대학 부속 가시와 고등학교
- 와세다 대학

### 선수 경력
NPB
- 롯데 오리온스·지바 롯데 마린스(1990년 ~ 1999년)
- 요코하마 베이스타스(2000년 ~ 2001년)
- 지바 롯데 마린스(2004년 ~ 2009년)

MLB
- 뉴욕 메츠(2002년)

### 기타 경력
- TV 도쿄·닛칸 스포츠 야구 해설위원(2010년 ~ )

### 수상·타이틀 경력

#### 타이틀
- 최고 평균자책점 : 1회(1997년)

#### 수상
- 월간 MVP : 4회(1990년 9월, 1993년 4월, 1997년 8월, 1998년 4월)
- 우수 JCB·MEP상 : 1회(2001년)

### 개인 기록

#### 투수 기록
- 첫 등판 : 1990년 4월 12일, 대 닛폰햄 파이터스 3차전(도쿄 돔)
- 첫 탈삼진 : 상동.
- 첫 세이브 : 1990년 4월 24일, 대 후쿠오카 다이에 호크스 1차전(가와사키 구장)
- 첫 승리 : 1990년 5월 2일, 대 긴테쓰 버펄로스 3차전(후지이데라 구장)
- 첫 완투 승리 : 1990년 7월 5일, 대 닛폰햄 파이터스 14차전(도쿄 돔)
- 첫 완봉 승리 : 1990년 9월 29일, 대 세이부 라이온스 22차전(가와사키 구장)
- 첫 홀드 : 2005년 6월 11일, 대 주니치 드래건스 5차전(나고야 돔)

#### 타격 기록
- 첫 타점 : 2000년 5월 10일, 대 요미우리 자이언츠 6차전(요코하마 스타디움)
- 첫 안타 : 상동.

#### 기록 달성 경력
- 통산 1000투구회 : 1995년 9월 4일, 대 오릭스 블루웨이브 23차전(지바 마린 스타디움) ※역대 265번째.
- 통산 1000탈삼진 : 1998년 4월 4일, 대 긴테쓰 버펄로스 1차전(오사카 돔) ※역대 101번째.
- 통산 1500투구회 : 1998년 7월 15일, 대 후쿠오카 다이에 호크스 14차전(지바 마린 스타디움) ※역대 144번째.
- 통산 100승 : 2001년 7월 8일, 대 요미우리 자이언츠 18차전(요코하마 스타디움) ※역대 116번째.
- 통산 100선발승 : 2000년 7월 7일, 대 히로시마 도요 카프 13차전(히로시마 시민 구장)
- 통산 2000투구회 : 2001년 9월 15일, 대 한신 타이거스 23차전(한신 고시엔 구장) ※역대 81번째.
- 통산 1500탈삼진 : 2007년 8월 29일, 대 세이부 라이온스 19차전(굿윌 돔) ※역대 49번째.

#### 기타
- 프로 최고령 세이브(44세 21일) : 2009년 10월 6일, 대 도호쿠 라쿠텐 골든이글스 23차전(지바 마린 스타디움) ※퍼시픽 리그 역대 24번째.
- 1구 세이브 : 상동.[4]
- 올스타전 출장 : 7회(1991년, 1993년, 1995년, 1997년 ~ 2000년)

### 등번호
- 14(1990년 ~ 1999년, 2004년 ~ 2009년)
- 27(2000년 ~ 2001년)
- 17(2002년)

### 연도별 투수 성적
| 연 도       | 소 속           | 등 판 | 선 발 | 완 투 | 완 봉 | 무 4 구 | 승 리 | 패 전 | 세 이 브 | 홀 드 | 승 률 | 타 자 | 이 닝  | 피 안 타 | 피 홈 런 | 볼 넷 | 고 4 | 몸 맞 | 탈 삼 진 | 폭 투 | 보 크 | 실 점 | 자 책 점 | 평 자 책 | W H I P |
| ----------- | --------------- | ----- | ----- | ----- | ----- | ------- | ----- | ----- | -------- | ----- | ----- | ----- | ------ | -------- | -------- | ----- | ---- | ----- | -------- | ----- | ----- | ----- | -------- | -------- | ------- |
| 1990년      | 롯데· 지바 롯데 | 30    | 22    | 6     | 2     | 0       | 6     | 10    | 2        | --    | .375  | 714   | 170.2  | 159      | 22       | 63    | 3    | 4     | 126      | 5     | 0     | 70    | 62       | 3.27     | 1.30    |
| 1991년      | 롯데· 지바 롯데 | 29    | 28    | 15    | 1     | 0       | 10    | 16    | 0        | --    | .385  | 918   | 212.0  | 219      | 28       | 80    | 1    | 5     | 130      | 3     | 0     | 104   | 93       | 3.95     | 1.41    |
| 1992년      | 롯데· 지바 롯데 | 29    | 25    | 9     | 1     | 0       | 8     | 15    | 0        | --    | .348  | 755   | 172.2  | 187      | 11       | 64    | 0    | 6     | 124      | 3     | 0     | 86    | 76       | 3.96     | 1.45    |
| 1993년      | 롯데· 지바 롯데 | 27    | 27    | 14    | 0     | 0       | 12    | 14    | 0        | --    | .462  | 864   | 204.1  | 193      | 14       | 71    | 3    | 12    | 160      | 6     | 0     | 90    | 78       | 3.44     | 1.29    |
| 1994년      | 롯데· 지바 롯데 | 14    | 14    | 3     | 2     | 0       | 3     | 9     | 0        | --    | .250  | 359   | 85.0   | 81       | 10       | 28    | 2    | 3     | 67       | 3     | 0     | 48    | 40       | 4.24     | 1.28    |
| 1995년      | 롯데· 지바 롯데 | 25    | 25    | 6     | 1     | 0       | 11    | 4     | 0        | --    | .733  | 753   | 187.0  | 150      | 11       | 53    | 2    | 5     | 169      | 2     | 0     | 60    | 54       | 2.60     | 1.09    |
| 1996년      | 롯데· 지바 롯데 | 25    | 25    | 2     | 0     | 1       | 8     | 13    | 0        | --    | .381  | 680   | 154.2  | 192      | 17       | 39    | 2    | 5     | 90       | 4     | 0     | 86    | 78       | 4.54     | 1.49    |
| 1997년      | 롯데· 지바 롯데 | 27    | 27    | 3     | 2     | 1       | 11    | 9     | 0        | --    | .550  | 766   | 187.2  | 186      | 8        | 30    | 2    | 2     | 130      | 7     | 0     | 62    | 52       | 2.49     | 1.15    |
| 1998년      | 롯데· 지바 롯데 | 27    | 27    | 10    | 2     | 3       | 11    | 12    | 0        | --    | .478  | 836   | 201.2  | 224      | 20       | 27    | 1    | 5     | 126      | 2     | 1     | 101   | 80       | 3.57     | 1.24    |
| 1999년      | 롯데· 지바 롯데 | 21    | 21    | 4     | 0     | 2       | 7     | 10    | 0        | --    | .412  | 593   | 141.2  | 158      | 19       | 15    | 2    | 1     | 96       | 3     | 0     | 74    | 64       | 4.07     | 1.22    |
| 2000년      | 요코하마        | 26    | 24    | 5     | 3     | 3       | 8     | 11    | 0        | --    | .421  | 672   | 161.1  | 166      | 24       | 37    | 2    | 0     | 108      | 3     | 0     | 72    | 71       | 3.96     | 1.26    |
| 2001년      | 요코하마        | 24    | 24    | 6     | 3     | 1       | 12    | 9     | 0        | --    | .571  | 612   | 148.2  | 150      | 9        | 30    | 1    | 8     | 74       | 2     | 0     | 55    | 50       | 3.03     | 1.21    |
| 2002년      | NYM             | 25    | 0     | 0     | 0     | 0       | 0     | 3     | 0        | 0     | .000  | 194   | 43.1   | 53       | 7        | 12    | 4    | 3     | 33       | 1     | 0     | 29    | 27       | 5.61     | 1.50    |
| 2004년      | 지바 롯데       | 18    | 14    | 0     | 0     | 0       | 3     | 4     | 0        | --    | .429  | 349   | 81.0   | 95       | 15       | 21    | 2    | 4     | 47       | 1     | 1     | 49    | 47       | 5.22     | 1.43    |
| 2005년      | 지바 롯데       | 23    | 0     | 0     | 0     | 0       | 0     | 0     | 1        | 1     | ----  | 176   | 40.1   | 52       | 5        | 5     | 0    | 0     | 22       | 0     | 0     | 20    | 17       | 3.79     | 1.41    |
| 2006년      | 지바 롯데       | 24    | 0     | 0     | 0     | 0       | 0     | 2     | 0        | 0     | .000  | 144   | 35.0   | 40       | 2        | 6     | 1    | 0     | 15       | 0     | 0     | 18    | 18       | 4.63     | 1.31    |
| 2007년      | 지바 롯데       | 41    | 0     | 0     | 0     | 0       | 3     | 1     | 0        | 3     | .750  | 241   | 56.1   | 65       | 2        | 12    | 3    | 2     | 24       | 1     | 0     | 29    | 25       | 3.99     | 1.37    |
| 2008년      | 지바 롯데       | 33    | 1     | 0     | 0     | 0       | 3     | 2     | 0        | 2     | .600  | 174   | 39.1   | 48       | 5        | 9     | 2    | 2     | 18       | 0     | 0     | 29    | 25       | 5.72     | 1.45    |
| 2009년      | 지바 롯데       | 12    | 0     | 0     | 0     | 0       | 1     | 0     | 1        | 1     | 1.000 | 67    | 13.2   | 24       | 2        | 1     | 0    | 2     | 7        | 0     | 0     | 15    | 15       | 9.88     | 1.83    |
| NPB : 18년  | NPB : 18년      | 455   | 304   | 83    | 17    | 11      | 117   | 141   | 4        | 7     | .453  | 9673  | 2293.0 | 2389     | 224      | 591   | 29   | 66    | 1533     | 45    | 2     | 1068  | 945      | 3.71     | 1.30    |
| MLB : 1년   | MLB : 1년       | 25    | 0     | 0     | 0     | 0       | 0     | 3     | 0        | 0     | .000  | 194   | 43.1   | 53       | 7        | 12    | 4    | 3     | 33       | 1     | 0     | 29    | 27       | 5.61     | 1.50    |
| 통산 : 19년 | 통산 : 19년     | 480   | 304   | 83    | 17    | 11      | 117   | 144   | 4        | 7     | .448  | 9867  | 2336.1 | 2442     | 231      | 603   | 33   | 69    | 1566     | 46    | 2     | 1097  | 972      | 3.74     | 1.30    |

- 굵은 글씨는 시즌 최고 성적.
- 1992년에 롯데(롯데 오리온스)가 지바 롯데(지바 롯데 마린스)로 구단명을 변경.